# 三木美加子
三木 美加子（みき みかこ、1970年1月23日 - ）は、日本の女優。北海道出身。吉本興業株式会社文化人部門所属。
旧芸名は藤井 美加子（ふじい みかこ）。

## 人物
- 北海道函館白百合学園高等学校卒業
- テアトルエコー付属養成所卒業
- エ・ネスト所属後、2016年1月から、吉本興業株式会社所属。[1]
- 2016年7月、芸名を「三木 美加子」（みき みかこ）に改名[2]。
- 趣味は、健康食、美肌食、美容、ジュエリー、美と健康。
- 特技は、日本舞踊　花柳流名取（花柳　柏三月）
- ジュエリーコーディネーター、美肌食マイスター、アンチエイジングアドバイザー、美肌エキスパートの資格取得者。
- 「美しく生きる」をテーマとした講演を行っている。

## 出演

### 映画
- 「瀬戸内ムーンライトセレナーデ」(1997年、篠田正浩監督)
- 「よしもと新喜劇映画 商店街戦争 SUCHICO」（2017年、谷口仁則監督）[3]
- 「キリエのうた」（2023年 、 岩井俊二監督） - 産婦人科医 役[4][5]
- 「ホゾを咬む」（2023年、高橋栄一監督）[6]

### テレビドラマ
- 月曜ドラマスペシャル　名探偵キャサリン（1999年、TBS）
- おばはん刑事！流石姫子６　婚約者連続殺人（2001年、テレビ朝日）
- 渡哲也サスペンス 絆（2002年、テレビ東京）
- 土曜ワイド劇場「50億を相続する女」（2003年9月、テレビ朝日）
- 愛の劇場　新・天までとどけ５　最終章（2004年、TBS）
- 火曜サスペンス劇場　事件記者・三上雄太（2004年、日本テレビ）
- 金曜エンタテイメント 天童よしみの歌姫探偵 ver.2（2004年、フジテレビ）
- はぐれ刑事純情派 新春スペシャル（2005年、テレビ朝日） - 大野恵 役
- うちはステップファミリー（2005年、TBS）
- 津軽海峡ミステリー航路５（2006年、フジテレビ）
- 事件12（2006年4月、テレビ朝日）
- はぐれ刑事純情派 20周年記念スペシャル（2007年、テレビ朝日）
- 相棒 season12 第16話（2014年02月19日、テレビ朝日） - 主婦 役
- 相棒 season13 第7話（2014年12月3日、テレビ朝日） - 高安奈々 役
- 仮面ライダーエグゼイド 第9話（2016年12月4日、テレビ朝日） - 女医 役
- Friend-Ship Project「こんにちは、女優の相楽樹です。」第2話 （2017年3月13日、テレビ東京）
- 日曜ワイド「西村京太郎サスペンス 鉄道捜査官17」（2017年6月11日、テレビ朝日）[7]
- 日曜劇場 ごめん、愛してる　第7話（2017年8月27日、TBS）[7]
- 二月の勝者（2021年、日本テレビ） - 栗田頼子 役[8]
- 暴太郎戦隊ドンブラザーズ ドン3話（2022年3月20日、テレビ朝日） - 中年の女 役
- 悪女（わる）働くのがカッコ悪いなんて誰が言った? 第9話（2022年6月8日、日本テレビ）[9] - 講師 役
- 世にも奇妙な物語 夏の特別編「オトドケモノ」（2022年6月18日、フジテレビ） - さおり 役

### CM
- 花王ビオレ
- コカ・コーラ

### テレビショッピング
- QVC

### Vシネマ
- 実説・沖縄ヤクザ抗争 いくさ世 アシバー 上原勇一（2009年）
- 実録・闇のシンジケート豊田登(2008)

### テレビ番組
- 女傑の導き（2011年4月-6月、BS11） - アシスタント

### 舞台
- 御園座 五木ひろし特別公演「石松初恋旅」（2007年1月）
- 御園座 松井誠公演「桜吹雪忠臣蔵我が命、雪に舞え」（2008年12月）
- 明治座「黒革の手帖」（2009年5月）
- 博品館劇場「瞼の母ﾗﾌﾟｿﾃﾞｨ」（2010年8月）
- 劇団絵生「友情〜秋桜のバラード〜」三越劇場 ほか（2011年8月-9月）
- 日本香堂「月夜の一文銭」（2012年5月）
- 株式会社夢グループ「熱き心で突っ走れ」（2014年3月〜7月） - お市役
- 明治座「コロッケ芸能生活35周年記念公演」（2015年1月）
- 中日劇場 「ゆうれい長屋は大騒ぎ」
- よみうり大手町ホール「蟻地獄」（2021年6月）

### 講座
- 三木美加子オリジナルブレスレット講座（2022年1月、日本橋三越カルチャーサロン）
- 三木美加子・夏のブレスレット作り（2022年7月、日本橋三越カルチャーサロン）

### 講演会
- スミセイウェルネスセミナー「輝いて歳を重ねよう～女優から学ぶ食・運動・メンタルのバランス～」（主催/北海道新聞社、一般財団法人住友生命福祉文化財団）（2019年3月）
- 高松キワニスクラブ（2019年1月）
- 福岡歯科　（2018年11月）
- FOS統合医療研究会（2018年11月）
- 花園神社 時事問題勉強会　（2019年12月）
- 大和ハウスライフサポート従業員向けセミナー（2020年3月）

### 介護施設慰問
- ロイヤルケア高松ディサービスセンターテルメ（2019年1月）
- IMCディサービスセンター大田上町（2019年1月）
- ディサービスセンター吉祥（2019年1月）